# Monopoolprobleem
Het monopoolprobleem komt voort uit de theorie rond de oerknal, het ontstaan van het heelal. Als de natuurkundige wetten (vergelijkingen van Maxwell) worden toegepast op de oerknaltheorie, zouden er veel magnetische monopolen moeten voorkomen in het heelal. Tot op heden is er echter geen monopool gevonden. De kosmische inflatietheorie is een aanvulling op de oerknaltheorie en biedt een alternatieve verklaring. Zij zegt dat er in principe wel monopolen kunnen voorkomen, maar dat ze zo dun bezaaid zijn, dat ze vrijwel onvindbaar zullen zijn.

## Achtergrond
Magneten zoals we die kennen hebben altijd twee polen. Een noordpool en een zuidpool. Gelijke polen stoten elkaar af, tegenovergestelde polen trekken elkaar aan. De kracht van de zuidpool is even groot maar tegengesteld aan de kracht van de noordpool. De netto magnetische lading is daardoor nul. Ook als je een gewone magneet in tweeën knipt, ontstaan er bij beide helften weer een nieuwe noord- en zuidpool zodat de netto magnetische lading nul blijft bij elk van de kleinere magneten.
Een monopool is een magneet met maar één pool, bijvoorbeeld een noordpool. Een magneet met maar één pool heeft een netto magnetische lading die groter óf kleiner is dan nul.

## Theorie over het bestaan van monopolen
In het heelal is de zwaartekracht volgens de wetten van Newton een zeer belangrijke kracht. Op kwantumniveau spelen de klassieke wetten vrijwel geen rol, maar is de kwantummechanica leidend. Het probleem is echter dat niet duidelijk is hoe de zwaartekracht en de kwantummechanica samen in een model kunnen worden gevat. Dit is nodig om uit te zoeken hoe het er tijdens de oerknal aan toe ging.
Er zijn vele varianten bedacht voor een universele theorie. Een voorspelling van deze theorieën is dat elektromagnetisme in het zeer vroege heelal is ontstaan door een symmetriebreking. Omdat deze symmetriebreking niet overal op dezelfde wijze gebeurde, zullen er raakvlakken tussen verschillende gebieden ontstaan. Langs deze raakvlakken kunnen monopolen ontstaan zijn.

## Probleem en mogelijke oplossing
Omdat deze symmetriebreking zeer vroeg in de geschiedenis van het heelal heeft plaatsgevonden, is er een maximale grootte voor deze gebieden met gelijke symmetriebreking (dit in verband met de eindige snelheid van het licht, zie ook horizonprobleem). Uit berekening blijkt dat in traditionele kosmologische theorieën (voor inflatie had plaatsgevonden) deze gebieden erg klein zouden moeten zijn, het zichtbare heelal zou in wel 1011 dergelijke gebieden opgesplitst moeten zijn geweest. Onder de meest conservatieve aannames zou er minstens 1 monopool per gebied moeten zijn, maar dit aantal van 1011 monopolen is te groot om consistent te zijn met het feit dat er nog geen enkele waargenomen is.
Bij de kosmische inflatietheorie wordt ervan uitgegaan dat het heelal vlak na de oerknal (totdat het heelal 10−35 seconden oud was) minder groot was, zodat alle materie met elkaar in contact stond, waardoor er minder of vrijwel geen monopolen zijn gevormd. Deze theorie neemt ook het horizonprobleem en het vlakheidsprobleem weg. Door dit alles lijkt de kosmische inflatietheorie een aanvaardbare theorie.